# Římskokatolická farnost Nová Ves u Chrastavy
Římskokatolická farnost Nová Ves u Chrastavy (lat. Neudorfium) je církevní správní jednotka sdružující římské katolíky na území obce Nová Ves u Chrastavy a v jejím okolí. Organizačně spadá do libereckého vikariátu, který je jedním z 10 vikariátů litoměřické diecéze. Centrem farnosti je kostel Nanebevzetí Panny Marie v Nové Vsi u Chrastavy.

## Historie farnosti
Farnost byla kanonicky zřízena v roce 1673. Od roku 1728 jsou vedeny matriky.

### Duchovní správcové vedoucí farnost
Začátek působnosti jmenovaného v duchovní správě farnosti od:
- 1625 Augustinus Stein
- 1645 Philippus Boneor
- 1647 Petrus Columbus
- 1649 Felix Zeidler
- 1651 Matheus Oelerus
- 1652 Dilmanus Plan
- 1654 Georgius Molitor
- 1660 Tobias Wünsch
- 1671 Carolus Hofner OSB
- 1673-85 Jonas Aloisius Ehrlich
- 1701 Tobias Hermann
- 1704 Joannes Christophorus Krumplitz
- 1705 Josephus Friedl
- 1713 Joannes Christophorus Seidemann
- 1717 Elias Basler
- 1722 Joannes Christophorus Paul
- 1724 Adamus Keil
- 1727 Franciscus Josephus Hebel
- 1731 Adamus Hyacinthus Keil
- 1739 Joannes Bernardus Trautmann
- 1747 Felix Weißer
- 1752 Josephus Ludovicus Stepling
- 1753 Adamus Josephus Ruffer
- 1756 Dominicus Wolf
- 1759 Josephus Lechky
- 1763 Joannes Georgius Waha
- 1763 Augustinus Huber
- 1764 Carolus Franciscus Jung
- 1765 Antonius Joannes Plaschka
- 1768 Ignatius Ferdinandus Weber
- 1772 Ferd. Mathias Wihann, † 24. 9. 1799
- 1787 Car. Trenkler, † 11. 10. 1805
- 1795 Carolus Maukisch, † 27. 8. 1804
- 1798 Phil. Salomon, † 11. 9. 1805
- 1804 Jos. Ludvig n. 9. 6. 1762 Reichenberg, o. 10. 8. 1788, † 3. 4. 1829
- 1806 Andr. Leubner, n. 2. 3. 1777 Reichenbergae, o. 11. 11. 1800, † 15. 4. 1829
- 1813 par. vacat
- 1813 Anton. Jaentsch, † 16. 8. 1820
- 1820 par. vacat
- 1820 Franc. Herzig, n. 2. 7. 1785 Neundorfii, o. 28. 4. 1808, † 16. 9. 1840
- 1835 Anton. Pilz, n. 9. 5. 1784 Reichenberg, o. 22. 8. 1814, † 11. 12. 1862
- 1849 Ambr. Ressel, n. 20. 3. 1806 Friedland, o. 28. 9. 1832, † 1. 4. 1867
- 1866 Franc. Heinrich, n. 17. 4. 1823 Drum, o. 26. 7. 1847
- 1880 Aug. Enge, n. 22. 1. 1840 Rochlic. o. 27. 7. 1865, † 9. 12. 1898
- 1898 Eduard. Fiřtík, n. 17. 3. 1864 Březnice, o. 17. 7. 1892, † 10. 2. 1937
- 1905 Franc. Weikert, n. 21. 12. 1870 Grossbocken, o. 17. 6. 1894, † 24. 1. 1921
- 1. 11. 1912 Carol. Jewschenak, n. 4. 11. 1870 Hl. Geist (Rak.), o. 19. 7. 1896, † 11. 12. 1958
- 1. 9. 1953 Karel Petržílek
- 29. 1. 1954 Ferdinand Mánek
- 1. 12. 1954 Karel Vítek
- 1. 10. 1962 František Klapuch
- 1. 10. 1966 Karel Vítek
- 1. 11. 1970 Tomáš Pavel Genrt OFM
- 15. 8. 1997 Gabriel Miroslav Kubík OFM
- 1. 2. 1999 Tomáš Pavel Genrt OFM
- 1. 7. 2000 Daniel Miroslav Hřebec OFM
- 1. 4. 2001 Gabriel Miroslav Kubík OFM
- 1. 9. 2003 Tomáš Pavel Genrt OFM, admin. exc.
- 1. 9. 2013 Radek Vašinek, admin. exc.[3]

Kromě kněží stojících v čele farnosti, působili ve farnosti v průběhu její historie i jiní kněží. Většinou pracovali jako farní vikáři, kaplani, katecheté, výpomocní duchovní aj.

## Území farnosti
Do farnosti náleží území obce:
- Mlýnice (Mühlscheibe[p 2])
- Nová Ves (Neundorf[p 2])
- Nová Víska (Neudörfel[p 2])
- Růžek (Hoheneck[p 2])

## Římskokatolické sakrální stavby na území farnosti
| Fotografie | Stavba                         | Místo    | Bohoslužby                      | Zeměpisné souřadnice       | Status       | Číslo kulturní památky           |        |
| Kostel | Kostel                         | Kostel   | Kostel                          | Kostel                     | Kostel       | Kostel                           | Kostel |
| --- | ------------------------------ | -------- | ------------------------------- | -------------------------- | ------------ | -------------------------------- | ------ |
| | Kostel Nanebevzetí Panny Marie | Nová Ves | bližší informace o bohoslužbách | 50°49′55″ s. š., 15° v. d. | farní kostel | 29144/5-4393 (Pk•MIS•Sez•Obr•WD) |        |
| Některé drobné sakrální stavby a pamětihodnosti lze dohledat zde v databázi Drobné sakrální památky Zaniklé sakrální stavby lze dohledat zde v databázi Poškozené a zničené kostely, kaple a synagogy v České republice |                                |          |                                 |                            |              |                                  |        |

Ve farnosti se mohou nacházet i další drobné sakrální stavby, místa římskokatolického kultu a pamětihodnosti, které neobsahuje tato tabulka.

## Příslušnost k farnímu obvodu
Z důvodu efektivity duchovní správy byl vytvořen farní obvod (kolatura) farnosti Hrádek nad Nisou, jehož součástí je i farnost Nová Ves u Chrastavy, která je tak spravována excurrendo. Přehled těchto kolatur je v tabulce farních obvodů libereckého vikariátu.